# Братенши, Александр Михайлович
Александр Михайлович Братенши (1880, Симбирск — 3 октября 1938, полигон Коммунарка, Московская область; по другим данным 1940:463) — председатель Владимирского Временного Губернского Исполнительного Комитета (31 мая 1917 — 3 ноября 1917). По профессии адвокат, работал журналистом. Сотрудник журнала «Жало» (1905) с псевдонимом Саша.
Отец — Михаил Матвеевич Братенши
(?—1930), зубной врач, мать — Александра Всеволодовна (урожд. Фильштинская;
1855—1937). Брат — Андрей Михайлович Братенши (1882—1906), студент
филологического факультета Московского университета; сестра — Анна Михайловна Метнер (урожд. Братенши) (1877—1965) — скрипачка, жена Э. К. Метнера, а затем Н. К. Метнера.
Жили в Москве, "Кузнецкій переулокъ близъ Кузнецкаго моста, домъ князя Горчакова". 
28-31 мая 1917 г. во Владимире прошёл съезд демократических организаций. Вместо назначенного Временным правительством кадета С. А. Петрова был выбран новый губернский комиссар «присяжный поверенный, меньшевик-интернационалист, гласный Иваново-Вознесенской городской думы», член Совета Владимирского губернского временного исполнительного комитета Александр Михайлович Братенши, был избран новый состав Губернского исполнительного комитета во главе с Николаем Васильевичем Макеевым. 1 июля 1917 г. Временное правительство освободило от должности Петрова и назначило Братенши. 19 октября 1917 г. Братенши обратился с телеграммой в МВД с просьбой об освобождении его от должности губернского комиссара по состоянию здоровья. 4 декабря 1917 г. А. М. Братенши сложил с себя полномочия губернского комиссара и передал исполнение этих обязанностей своему помощнику, прапорщику 89-го пехотного запасного полка А. Г. Доброхотову..
Арестован 13 марта 1938, осуждён 3 октября Военной коллегией Верховного суда СССР по обвинению в участии в контрреволюционной террористической организации. Расстрелян в тот же день 3 октября 1938. Реабилитирован 10 октября 1956.